# 'DBH
Pour les articles homonymes, voir DBH.
'DBH, prononcé `Azaba ou `Adhebah,, par les historiens, aurait régné sur le royaume d'Axoum vers 230 ou 240 à 250 environ.

## Biographie
Quand son prédécesseur, GDRT, meurt, 'DBH prend la tête du royaume. Avec son fils, GRMT, futur roi d'Axoum, il est connu par différentes inscriptions trouvée dans le sud de la péninsule arabique mentionnant le roi Dhu-Raydan (son nom de roi) de Himyar, Schammar Yuhahmid (ou Shamir), demandant l'aide de 'DBH et son fils contre l'invasion des rois de Saba,,.

## Guerre éthio-yéménite
La guerre entre la corne africaine et le sud de la péninsule arabique remonte à quelques décennies avant son règne. Pendant un certain temps, les royaumes de Saba et d'Axoum s'étaient alliés contre celui d'Himyar mais ce dernier a trouvé un accord avec celui de Saba pour combattre le royaume Hadrami (l'actuelle région d'Hadramaout au Yémen). GDRT, le prédécesseur de 'DBH, se retrouve alors sans allié et Sha'ir Awtar, le roi de Saba et de Ziridan de l'époque, en profite pour l'attaquer avec le roi d'Himyar.

Les différents royaumes se faisant la guerre
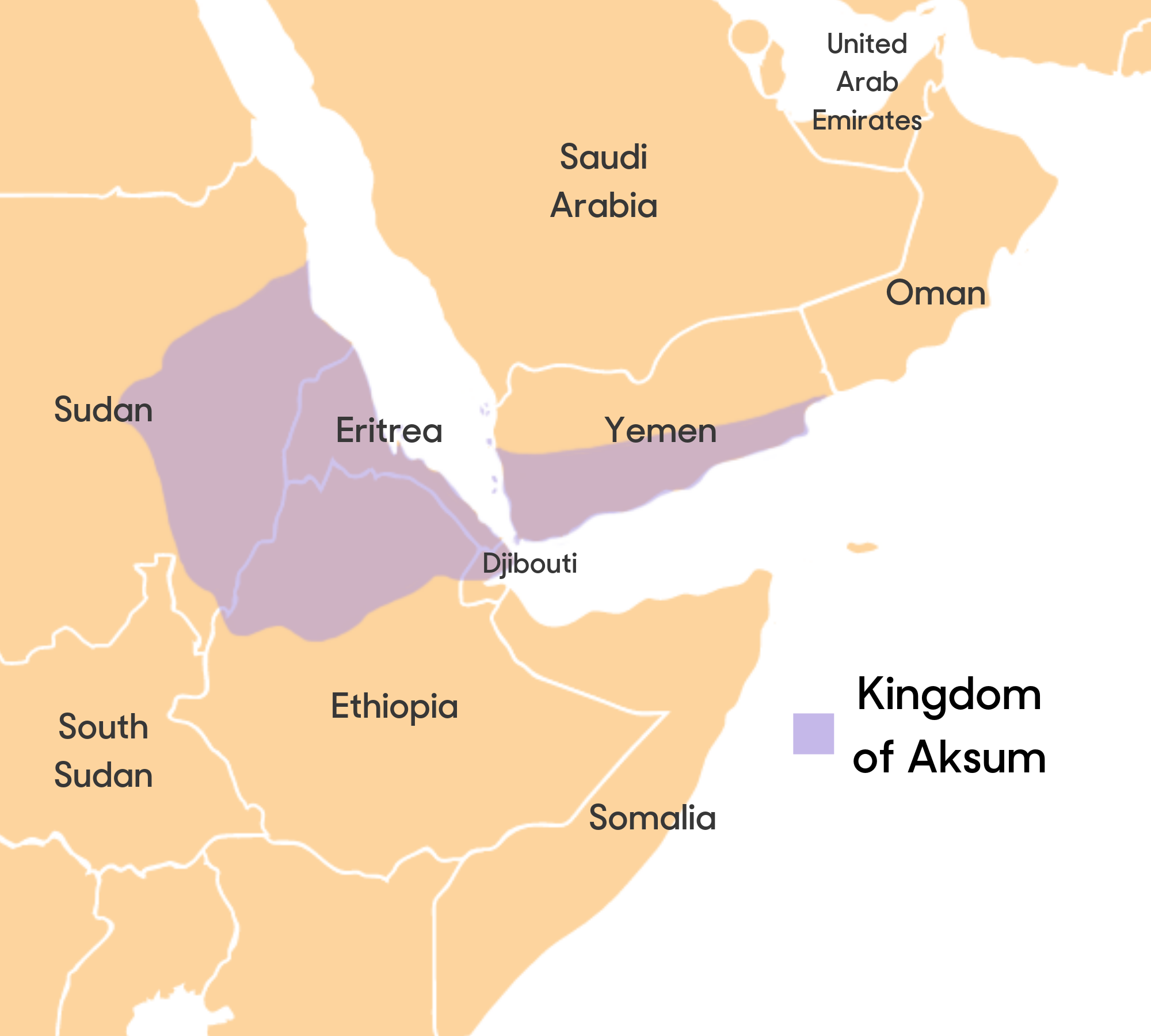
Axoum.
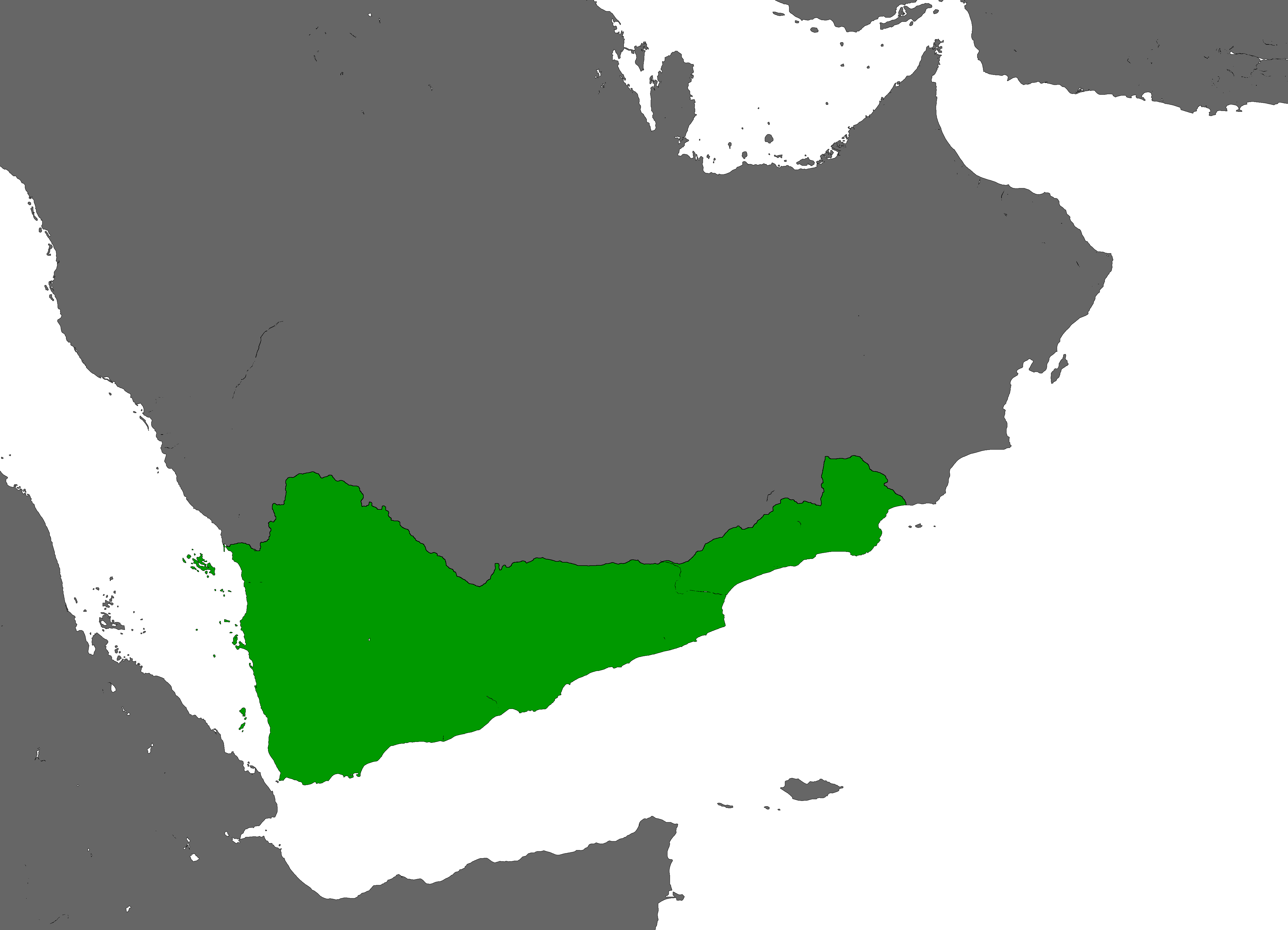
Himyar.
Hadramaout.

D'après des inscriptions découvertes dans le sanctuaire 'Awam à Marib,, le royaume sabéen aurait continué à être belliqueux envers le royaume axoumite, une guerre a notamment lieue dans les hauts plateaux du sud de l'actuel Yémen. Après de nombreuses autres alliances et de nombreuses autres guerres qui renforcèrent l'image belliqueuse des trois royaumes sabéen, himyarite et axoumite, la paix est enfin trouvée après la mort de GDRT. 'DBH reprend ainsi le royaume dans une période troublée par les guerres, ce qui le poussa avec son fils, GRMT, à relancer les guerres contre le royaume sabéen.

Le sanctuaire 'Awam où différentes inscriptions relatant les guerres sont mises à jour
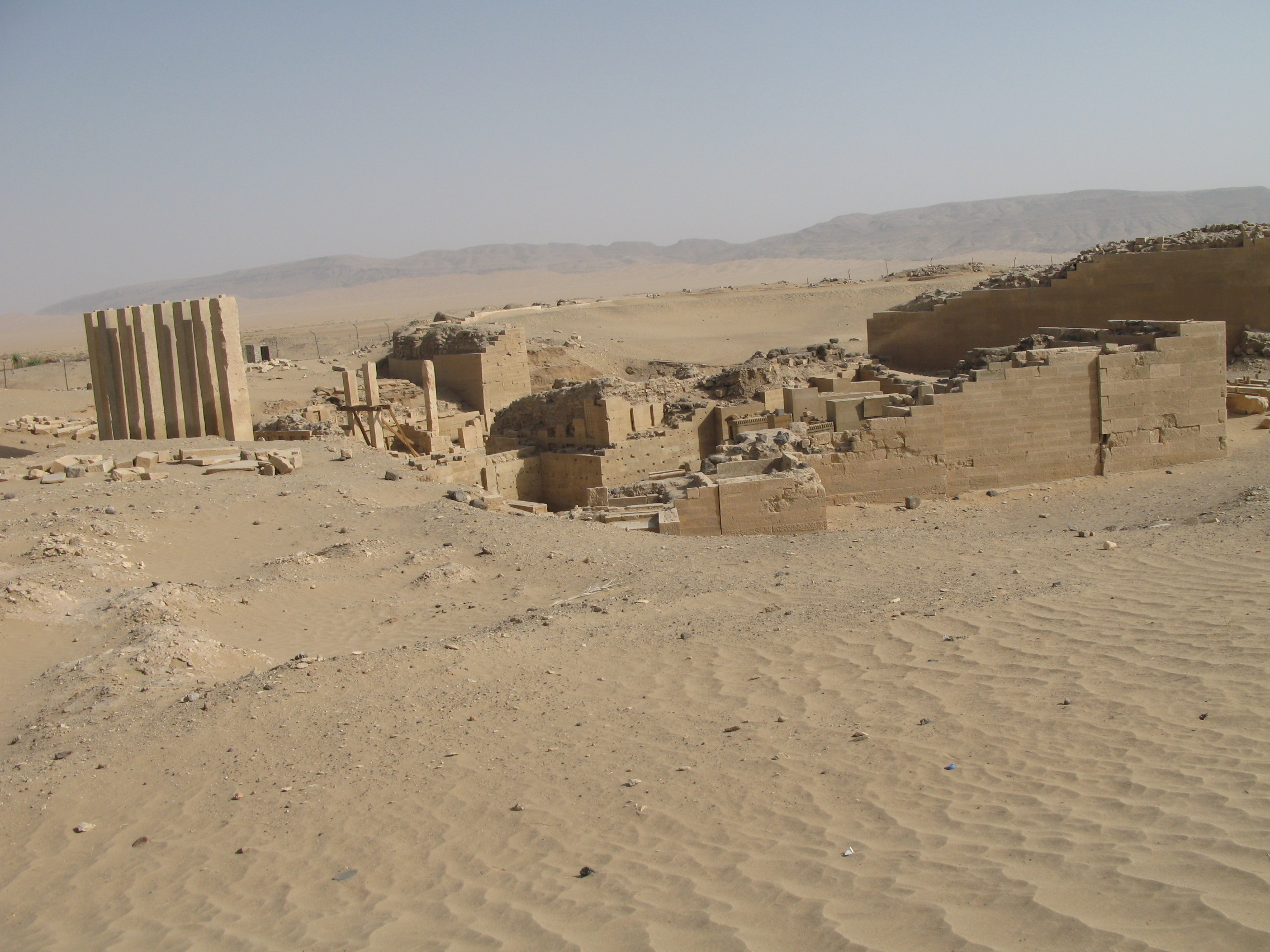
Ruines.
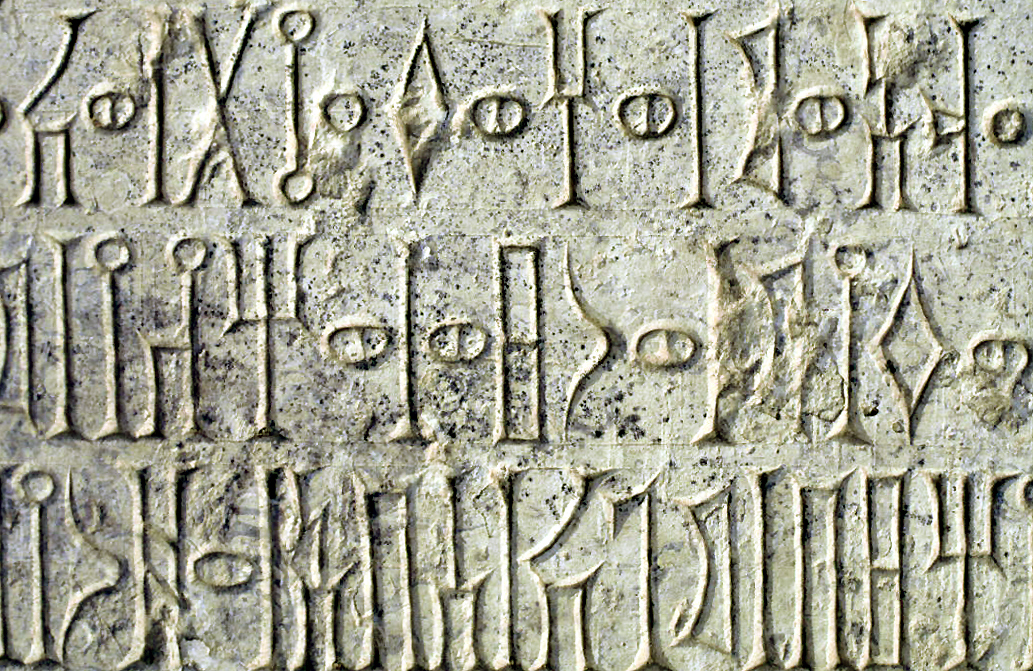
Inscriptions.
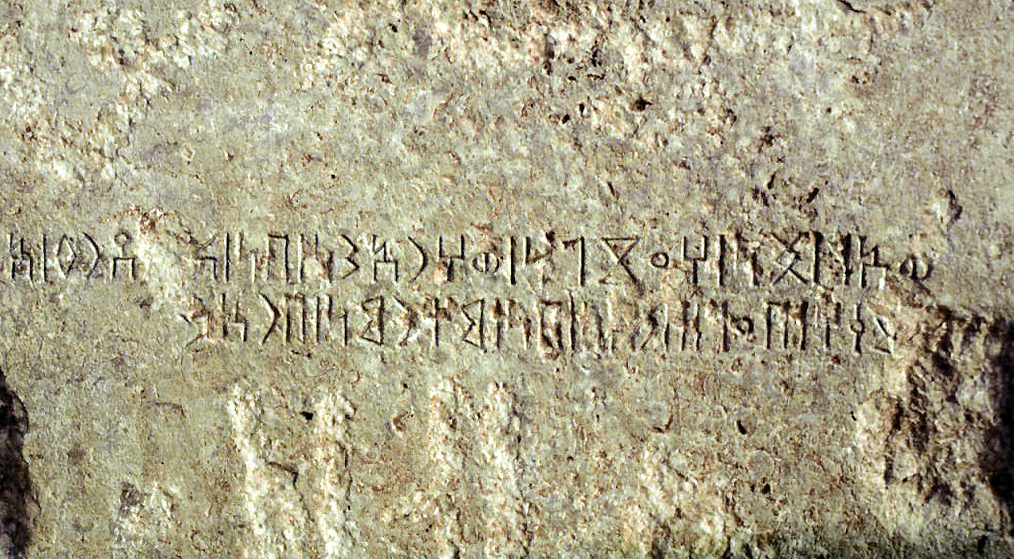
Inscriptions.